# Partido Zhi Xian

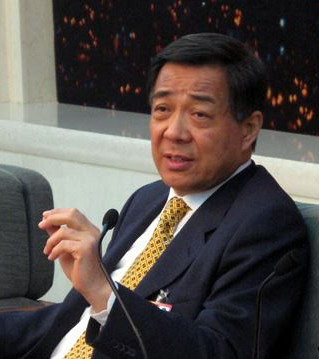
Bo Xilai, presidente vitalício do Partido Zhi Xian.

O Partido Zhi Xian ou Zhixiandang da China (中国至宪党), também conhecido como Partido Chinês Constitucionalista, é um novo partido político não-oficial da República Popular da China. Foi fundado em 2013, por pessoas que apoiam o direito do Partido Comunista governar, mas que buscam um retorno ao modelo de China Maoísta ao mesmo tempo em que buscam acabar com o que, na visão deles, são violações da constituição nacional promovidas pelo Partido Comunista. Bo Xilai foi eleito o presidente vitalício do partido, devido a seu apoio para as políticas de Nova Esquerda, e porque o partido considerou injusto o julgamento contra ele. O partido foi banido em dezembro de 2013.